# Лузинде
Лузинде (порт. Lusinde)  —  район (фрегезия) в Португалии,  входит в округ Визеу. Является составной частью муниципалитета  Пеналва-ду-Каштелу. Находится в составе крупной городской агломерации Большое Визеу. По старому административному делению входил в провинцию Бейра-Алта. Входит в экономико-статистический  субрегион Дан-Лафойнш, который входит в Центральный регион. Население составляет 247 человек на 2001 год. Занимает площадь 2,04 км².
Покровителем района считается Дева Мария (порт. Nossa Senhora da Assunção). 